# Campeonato Mundial de Esqui Estilo Livre de 2015 - Ski cross feminino
A prova do ski cross feminino do Campeonato Mundial de Esqui Estilo Livre de 2015 foi disputada entre os dias 24 e 25 de janeiro em Kreischberg na Áustria.  Participaram 27 atletas de  14 nacionalidades.

## Medalhistas
| Ouro                   | Prata               | Bronze            |
| Andrea Limbacher (AUT) | Ophélie David (FRA) | Fanny Smith (SUI) |

## Resultados

### Qualificação
27 esquiadoras participaram do processo qualificatório. Todos avançaram para as oitavas de final, e com base na classificação foi feito a organização dos grupos.
| Pos, | Bib | Esquiadora              | Nacionalidade  | Tempo   | Notas |
| ---- | --- | ----------------------- | -------------- | ------- | ----- |
| 1    | 7   | Georgia Simmerling      | Canadá         | 1:05.85 | Q     |
| 2    | 6   | Ophélie David           | França         | 1:05.90 | Q     |
| 3    | 15  | Marielle Thompson       | Canadá         | 1:06.07 | Q     |
| 4    | 1   | Marte Høie Gjefsen      | Noruega        | 1:06.14 | Q     |
| 5    | 16  | Fanny Smith             | Suíça          | 1:06.20 | Q     |
| 6    | 4   | Anna Holmlund           | Suécia         | 1:06.34 | Q     |
| 7    | 12  | Karolina Riemen         | Polónia        | 1:06.53 | Q     |
| 8    | 13  | Andrea Limbacher        | Áustria        | 1:06.59 | Q     |
| 9    | 11  | Christina Staudinger    | Áustria        | 1:06.59 | Q     |
| 10   | 8   | Andrea Zemanova         | Chéquia        | 1:06.73 | Q     |
| 11   | 9   | Heidi Zacher            | Alemanha       | 1:06.93 | Q     |
| 12   | 5   | Sami Kennedy-Sim        | Austrália      | 1:07.20 | Q     |
| 13   | 2   | Katrin Ofner            | Áustria        | 1:07.60 | Q     |
| 14   | 18  | Julie Jensen            | Noruega        | 1:07.71 | Q     |
| 15   | 10  | Julia Eichinger         | Alemanha       | 1:07.80 | Q     |
| 16   | 21  | Nikol Kucerova          | Chéquia        | 1:07.86 | Q     |
| 17   | 3   | Alizée Baron            | França         | 1:08.08 | Q     |
| 18   | 14  | Anastasiia Chirtcova    | Rússia         | 1:08.21 | Q     |
| 19   | 23  | Reina Umehara           | Japão          | 1:08.29 | Q     |
| 20   | 20  | Margarethe Aschauer     | Alemanha       | 1:08.35 | Q     |
| 21   | 19  | Yulia Livinskaya        | Rússia         | 1:08.53 | Q     |
| 22   | 17  | Sofia Smirnova          | Rússia         | 1:09.79 | Q     |
| 23   | 22  | Tania Prymak            | Estados Unidos | 1:10.11 | Q     |
| 24   | 26  | Whitney Gardner         | Estados Unidos | 1:10.28 | Q     |
| 25   | 24  | Josefine Cornelia Fiane | Noruega        | 1:10.92 | Q     |
| 26   | 25  | Liz Stevenson           | Grã-Bretanha   | 1:12.98 | Q     |
| 27   | 27  | Pamela Thorburn         | Grã-Bretanha   | 1:34.90 | Q     |

### Eliminatória
As 27 esquiadoras avançaram para as oitavas de final. A partir dessa fase, formou-se 6 grupos de  três esquiadoras cada e 2 grupos com quatro esquiadoras. As duas melhores de cada grupo avançou para a fase seguinte no qual formou-se grupos de quatro esquiadoras até a final. 

#### Oitavas de final
| Pos. | Bib | Esquiadora               | Notas |
| ---- | --- | ------------------------ | ----- |
| 1    | 16  | Nikol Kucerova (CZE)     | Q     |
| 2    | 17  | Alizée Baron (FRA)       | Q     |
|      | 1   | Georgia Simmerling (CAN) | DNS   |

| Pos. | Bib | Esquiadora             | Notas |
| ---- | --- | ---------------------- | ----- |
| 1    | 12  | Sami Kennedy-Sim (AUS) | Q     |
| 2    | 5   | Fanny Smith (SUI)      | Q     |
| 3    | 21  | Yulia Livinskaya (RUS) |       |

| Pos. | Bib | Esquiadora              | Notas |
| ---- | --- | ----------------------- | ----- |
| 1    | 3   | Marielle Thompson (CAN) | Q     |
| 2    | 14  | Julie Jensen (NOR)      | Q     |
| 3    | 19  | Reina Umehara (JPN)     |       |

| Pos. | Bib | Esquiadora            | Notas |
| ---- | --- | --------------------- | ----- |
| 1    | 7   | Karolina Riemen (POL) | Q     |
| 2    | 10  | Andrea Zemanova (CZE) | Q     |
| 3    | 26  | Liz Stevenson (GBR)   |       |
|      | 23  | Tania Prymak (USA)    | DNF   |

| Pos. | Bib | Esquiadora                    | Notas |
| ---- | --- | ----------------------------- | ----- |
| 1    | 8   | Andrea Limbacher (AUT)        | Q     |
| 2    | 9   | Christina Staudinger (AUT)    | Q     |
| 3    | 25  | Josefine Cornelia Fiane (NOR) |       |
| 4    | 24  | Whitney Gardner (USA)         |       |

| Pos. | Bib | Esquiadora                | Notas |
| ---- | --- | ------------------------- | ----- |
| 1    | 4   | Marte Høie Gjefsen (NOR)  | Q     |
| 2    | 20  | Margarethe Aschauer (GER) | Q     |
| 3    | 13  | Katrin Ofner (AUT)        |       |

| Pos. | Bib | Esquiadora            | Notas |
| ---- | --- | --------------------- | ----- |
| 1    | 6   | Anna Holmlund (SWE)   | Q     |
| 2    | 11  | Heidi Zacher (GER)    | Q     |
| 3    | 22  | Sofia Smirnova (RUS)  |       |
|      | 27  | Pamela Thorburn (GBR) | DNS   |

| Pos. | Bib | Esquiadora                 | Notas |
| ---- | --- | -------------------------- | ----- |
| 1    | 2   | Ophélie David (FRA)        | Q     |
| 2    | 15  | Julia Eichinger (GER)      | Q     |
| 3    | 18  | Anastasiia Chirtcova (RUS) |       |

#### Quartas de final
| Pos. | Bib | Esquiadora                 | Notas |
| ---- | --- | -------------------------- | ----- |
| 1    | 8   | Andrea Limbacher (AUT)     | Q     |
| 2    | 16  | Nikol Kucerova (CZE)       | Q     |
| 3    | 9   | Christina Staudinger (AUT) |       |
| 4    | 17  | Alizée Baron (FRA)         |       |

| Pos. | Bib | Esquiadora              | Notas |
| ---- | --- | ----------------------- | ----- |
| 1    | 11  | Heidi Zacher (GER)      | Q     |
| 2    | 3   | Marielle Thompson (CAN) | Q     |
| 3    | 6   | Anna Holmlund (SWE)     |       |
| 4    | 14  | Julie Jensen (NOR)      |       |

| Pos. | Bib | Esquiadora                | Notas |
| ---- | --- | ------------------------- | ----- |
| 1    | 5   | Fanny Smith (SUI)         | Q     |
| 2    | 20  | Margarethe Aschauer (GER) | Q     |
| 3    | 12  | Sami Kennedy-Sim (AUS)    |       |
| 4    | 4   | Marte Høie Gjefsen (NOR)  |       |

| Pos. | Bib | Esquiadora            | Notas |
| ---- | --- | --------------------- | ----- |
| 1    | 2   | Ophélie David (FRA)   | Q     |
| 2    | 15  | Julia Eichinger (GER) | Q     |
| 3    | 7   | Karolina Riemen (POL) |       |
| 4    | 10  | Andrea Zemanova (CZE) |       |

#### Semifinal
| Pos. | Bib | Esquiadora                | Notas |
| ---- | --- | ------------------------- | ----- |
| 1    | 5   | Fanny Smith (SUI)         | Q     |
| 2    | 8   | Andrea Limbacher (AUT)    | Q     |
| 3    | 16  | Nikol Kucerova (CZE)      |       |
| 4    | 20  | Margarethe Aschauer (GER) |       |

| Pos. | Bib | Esquiadora              | Notas |
| ---- | --- | ----------------------- | ----- |
| 1    | 2   | Ophélie David (FRA)     | Q     |
| 2    | 15  | Julia Eichinger (GER)   | Q     |
|      | 3   | Marielle Thompson (CAN) | DNF   |
|      | 11  | Heidi Zacher (GER)      | DNF   |

#### Final
| Pos. | Bib | Esquiadora                | Notas |
| ---- | --- | ------------------------- | ----- |
| 5    | 3   | Heidi Zacher (GER)        |       |
| 6    | 15  | Nikol Kucerova (CZE)      |       |
| 7    | 8   | Margarethe Aschauer (GER) |       |
|      | 12  | Marielle Thompson (CAN)   | DNS   |

| Pos.              | Bib | Esquiadora             | Notas |
| ----------------- | --- | ---------------------- | ----- |
| Medalha de ouro   | 8   | Andrea Limbacher (AUT) |       |
| Medalha de prata  | 2   | Ophélie David (FRA)    |       |
| Medalha de bronze | 5   | Fanny Smith (SUI)      |       |
| 4                 | 15  | Julia Eichinger (GER)  |       |

Legenda
| Recorde mundial       | Recorde mundial (World record)               |                       | Recorde africano                      | Recorde africano (African) |                                           | Q | Classificado por posição (Qualified) |
| Recorde do campeonato | Recorde do campeonato (Championship record)  | Recorde da América    | Recorde da América (Americas)         | q                          | Classificado por melhor tempo (Qualified) |   |                                      |
| Melhor marca do ano   | Melhor marca do ano (World leading)          | Recorde asiático      | Recorde asiático (Asian)              | DNS                        | Não largou (Did not start)                |   |                                      |
| Recorde nacional      | Recorde nacional (National record)           | Recorde europeu       | Recorde europeu (European)            | DNF                        | Não terminou (Did not finish)             |   |                                      |
| Recorde pessoal       | Recorde pessoal do atleta (Personal best)    | Recorde da Oceania    | Recorde da Oceania (Oceania)          | DSQ / DQ                   | Desclassificado (Disqualified)            |   |                                      |
| Recorde da temporada  | Recorde da temporada do atleta (Season best) | Recorde sul-americano | Recorde sul-americano (South America) | NM                         | Sem marca (No mark)                       |   |                                      |